# Anextiomarus
En la mitologia celta, Anextiomarus és un epítet del Déu-Sol Apol·lo que apareix registrat en una inscripció britano-romana de South Shields, Regne Unit.
La forma és una variant d'Anextlomarus «Gran protector», un estil o nom de certificat diví en una inscripció gal·loromana de Le Mans, França. Anextlomarus també apareix com el nom del pare d'un home gal en Langres.
La forma femenina, Anextlomara, apareix en altres dues dedicacions gal·loromana d'Avenches, Suïssa.